# Santa Terezinha de Itaipu
Santa Terezinha de Itaipu é um município do estado do Paraná, no Brasil.

## Etimologia
O nome é em homenagem à santa padroeira da cidade, Santa Teresinha. "Itaipu" é uma palavra de origem tupi, significando "barulho do rio da pedra", através da junção de itá (pedra),  'y (água, rio), e pu (barulho), foi agregado ao nome do município em homenagem à Usina Hidrelétrica de Itaipu, localizada no município vizinho de Foz do Iguaçu, e cujo reservatório banha o município de Santa Terezinha de Itaipu.

## História
Os primeiros núcleos populacionais surgiram no início do Século XX, com o ciclo da erva-mate, porém essa região só foi colonizada de fato nos anos 1950, pela Colonizadora Criciúma Ltda. Em 1952 o primeiro acampamento da colonizadora foi fundado. Em 1959 é criado, pela Lei Municipal nº 230, de 29/10/1959, o distrito de Santa Terezinha, pertencente ao município de Foz do Iguaçu. Após a conclusão das obras da Usina de Itaipu, a população de Santa Terezinha era de 11.137. A emancipação se deu através da Lei Estadual n.º 7.572, de 3 de maio de 1982, com a instalação oficial ocorrendo em 1 de fevereiro de 1983.

## Características
O município é bastante conhecido por seu balneário, às margens do Lago de Itaipu, cujo acesso é efetuado via rodovia Natalino Spada PR-874. É um dos 15 municípios paranaenses que recebem royalties da Usina Hidrelétrica de Itaipu.

## Educação
O município já alcançou a melhor marca na educação básica, recebendo nota 7,5 e ficou em 2º na colocação paranaense e em 9º na colocação nacional, conforme divulgado pelo IDEB em 2015.